# Văn Khâm
Văn Khâm (chữ Hán: 文钦, ? – 257), tên tự là Trọng Nhược, người Tiếu Quận , là tướng lĩnh nhà Tào Ngụy thời Tam Quốc trong lịch sử Trung Quốc.

## Cậy sủng kiêu ngạo
Cha của Văn Khâm là Văn Tắc, làm kỵ tướng giữa những năm Kiến An (196 – 219), có dũng lực. Văn Khâm là con nhà tướng, nhờ vũ dũng mà nổi danh. Ngụy Phúng làm phản (219), Khâm cùng Phúng có đi lại nên bị liên lụy, chịu hạ ngục; ông bị đánh đòn vài trăm roi, kết tội chết, Tào Tháo niệm tình Văn Tắc mà xá miễn cho ông.
Trong những năm Thái Hòa (227 – 232) thời Tào Ngụy Minh Đế, ông làm Ngũ doanh hiệu đốc, ra làm Nha môn tướng. Khâm tính cương bạo vô lễ, tại nhiệm sở ngạo mạn, xem thường thượng cấp, không giữ pháp luật, luôn xin được chuyển đi, Tào Ngụy Minh đế phải kìm chế ông.
Sau đó ông lại được làm Hoài Nam nha môn tướng, chuyển làm thái thú Lư Giang, Ưng Dương tướng quân. Vương Lăng tâu rằng Khâm tham tàn, không nên cai trị vùng biên, xin miễn quan trị tội; do vậy Khâm bị gọi về. Tào Sảng cho rằng Khâm là đồng hương, dung dưỡng hậu đãi, không trị tội ông. Lại được về Lư Giang, gia Quan quân tướng quân, quý sủng hơn trước. Văn Khâm lại càng kiêu căng, thích khoe khoang công lao, tỏ ra tráng dũng hơn người, có được chút tiếng tăm trong quân đội .
Sau khi Tào Sảng bị giết (249), triều đình tiến Văn Khâm làm Tiền tướng quân để an lòng ông; sau đó ông được thay Gia Cát Đản làm Dương Châu thứ sử (Đản chuyển làm Đô đốc Dương Châu chư quân sự). Khâm trong lòng sợ hãi, nhưng ông và Đản ghét nhau, không thể đồng mưu. Triều đình đổi chức vụ của Đản và Đô đốc Dự Châu chư quân sự Vô Khâu Kiệm với nhau (252). Gia Cát Đản đi, Vô Khâu Kiệm đến, Khâm cùng Kiệm ngầm mưu tính chống lại họ Tư Mã.
Thái phó Gia Cát Khác của Đông Ngô đem quân vây Tân Thành (253), Kiệm, Khâm nhận lệnh của Thái úy Tư Mã Phu giằng co với quân Ngô không đánh, Khác buộc phải lui quân.

## Giúp Vô Khâu Kiệm chống họ Tư Mã
Tháng giêng ÂL năm Chính Nguyên thứ 2 (255), có sao chổi dài vài mươi trượng băng qua bầu trời vùng tây bắc, bắt đầu ở khoảng Ngô, Sở. Kiệm, Khâm cho là điềm lành, bèn làm giả chiếu của thái hậu, kể tội Tư Mã Sư, gửi đến các quận, dấy binh chống lại. Ông cùng Vô Khâu Kiệm ép các tướng giữ các biệt đồn ở vùng Hoài Nam cùng quan dân lớn nhỏ vào thành Thọ Xuân, lập đàn ở phía tây thành, buộc mọi người sáp huyết ăn thề. Kiệm, Khâm chia người già, yếu giữ thành, đem 5, 6 vạn quân vượt sông Hoài, tây tiến đến Hạng Thành. Kiệm kiên thủ, Khâm ở ngoài làm du binh.
Tư Mã Sư đốc quân đánh dẹp, chẹn tất cả đường tiến thoái rồi không đánh, khiến cho quân đội của Kiệm, Khâm dần tan rã. Khâm đem quân tập kích Duyện Châu thứ sử Đặng Ngải ở Nhạc Gia, không ngờ đại quân của Tư Mã Sư kéo đến đấy. Trời sáng, Khâm thấy quan quân nhiều người, bèn quay về . Thuyết khác kể rằng con trai của Khâm là Văn Ương đề nghị nhân đêm tối tấn công doanh trại quan quân, ông nghe theo. Ương soái tráng sĩ đi trước, Khâm đi sau nhưng không kịp tiếp ứng cho Ương. Trời sáng, Ương lui, Khâm cũng quay về. Gia nô cũ của họ Tào là Doãn Đại Mục biết Sư đau mắt rất nặng, đuổi theo Khâm, tìm cách gọi ông ở lại tiếp tục chiến đấu, nhưng Khâm không hiểu ý. Tư Mã Sư xua kỵ binh truy kích, Khâm bỏ chạy .
Sau trận ấy, Vô Khâu Kiệm bỏ chạy và bị giết. Khâm cũng bỏ trốn, đêm ngày không nghỉ, chạy thoát sang Đông Ngô, được quyền thần Tôn Tuấn hậu đãi. Khâm tuy ở nước người, nhưng không chịu khuất tiết nhún nhường, cùng bọn đại tướng Lữ Cứ, Chu Dị bất hòa, chỉ có Tuấn thân thiện với ông . Khâm được làm Đô hộ, Giả tiết, Trấn bắc đại tướng quân, U Châu mục, Tiếu hầu .

## Giúp Gia Cát Đản chống họ Tư Mã
Tháng 5 ÂL năm Cam Lộ thứ 2 (257), Gia Cát Đản nổi dậy chống lại quyền thần Tư Mã Chiêu, đem con trai nhỏ Gia Cát Tịnh sang Đông Ngô làm con tin để cầu viện. Người Ngô sai Toàn Dịch, Toàn Đoan, Đường Tư, Vương Tộ đem 3 vạn quân cùng Khâm đi cứu Đản. Văn Khâm từ phía đông bắc thành Thọ Xuân, nhân chỗ núi non hiểm trở, đưa quân vào được thành.
Tháng 6 ÂL, Tư Mã Chiêu đốc 20 vạn quân xiết chặt vòng vây, Văn Khâm mấy lần đột vây thất bại .
Tháng giêng ÂL năm thứ 3 (vẫn là năm 257), Khâm kiến nghị phá vây, Gia Cát Đản đồng ý. Bọn họ chế tạo công cụ, liên tiếp sớm tối 5, 6 ngày đánh ra mặt nam, nhưng bị quan quân dùng máy bắn đá và tên lửa phá hủy công cụ, tử thương vô số. Đản, Khâm buộc phải quay về thành. Trong thành gần cạn lương thực, Khâm kiến nghị đuổi hết người phương bắc, chỉ giữ lại người Ngô để chống giữ, nhằm tiết kiệm lương thực. Đản không nghe, đôi bên tranh cãi kịch liệt; hai người vốn có hiềm khích, đâm ra nghi ngờ lẫn nhau, Đản bèn giết Khâm .
Con ông là Văn Ương bất mãn nhưng không thể trả thù được cho cha, bèn bỏ thành ra hàng Tư Mã Chiêu. Không lâu sau thành Thọ Xuân bị hạ, Gia Cát Đản bị giết.
Không rõ Văn Khâm thọ bao nhiêu tuổi. Ông hoạt động từ thời Hán Hiến Đế tới Tào Mao, khoảng gần 40 năm.

## Trong Tam Quốc diễn nghĩa
Văn Khâm trong tiểu thuyết Tam Quốc diễn nghĩa của La Quán Trung xuất hiện từ hồi 110 đến hồi 112. Ông được mô tả gần sát với sử sách.